# Nasi goreng
Nasi goreng, que significa «arroz frito» é por vezes considerado o prato nacional da Indonésia, embora haja versões semelhantes em vários países da Ásia, que se tornaram populares também no Ocidente. É uma mistura de arroz cozido, vegetais, condimentos, e opcionalmente ovos, carne de galinha (ou outra) e mariscos, todos fritos num wok e normalmente ornamentados com vegetais crus, como pepino, tomate ou cebolinho, ou com "krupuk" (chips de camarão). É semelhante ao arroz chau chau da culinária de Macau.
A receita básica consiste em fritar o arroz com molho de soja ("ketjap manis"), chalotas, alho e malagueta ("sambal oelek"). A versão em que o arroz é servido com um ovo estrelado chama-se por vezes "Nasi Goreng Special". O “Nasi Goreng Seafood” leva camarão (“udang”) e lula (“cumi cumi”). Noutra receita popular, começa por se fazer uma omelete simples que se corta em tiras; no wok salteia-se cebola, alho, alho-porro e malaguetas e juntam-se tiras de carne de galinha cozida (ou restos de outra preparação) e camarões pequenos; quando a carne e os camarões estão cozidos, junta-se o arroz, o molho de soja e as tiras de omelete. Em vez de fritar a carne ou  mariscos, é comum acompanhar o arroz frito com espetadas (“satay”). 

## Imagens selecionadas

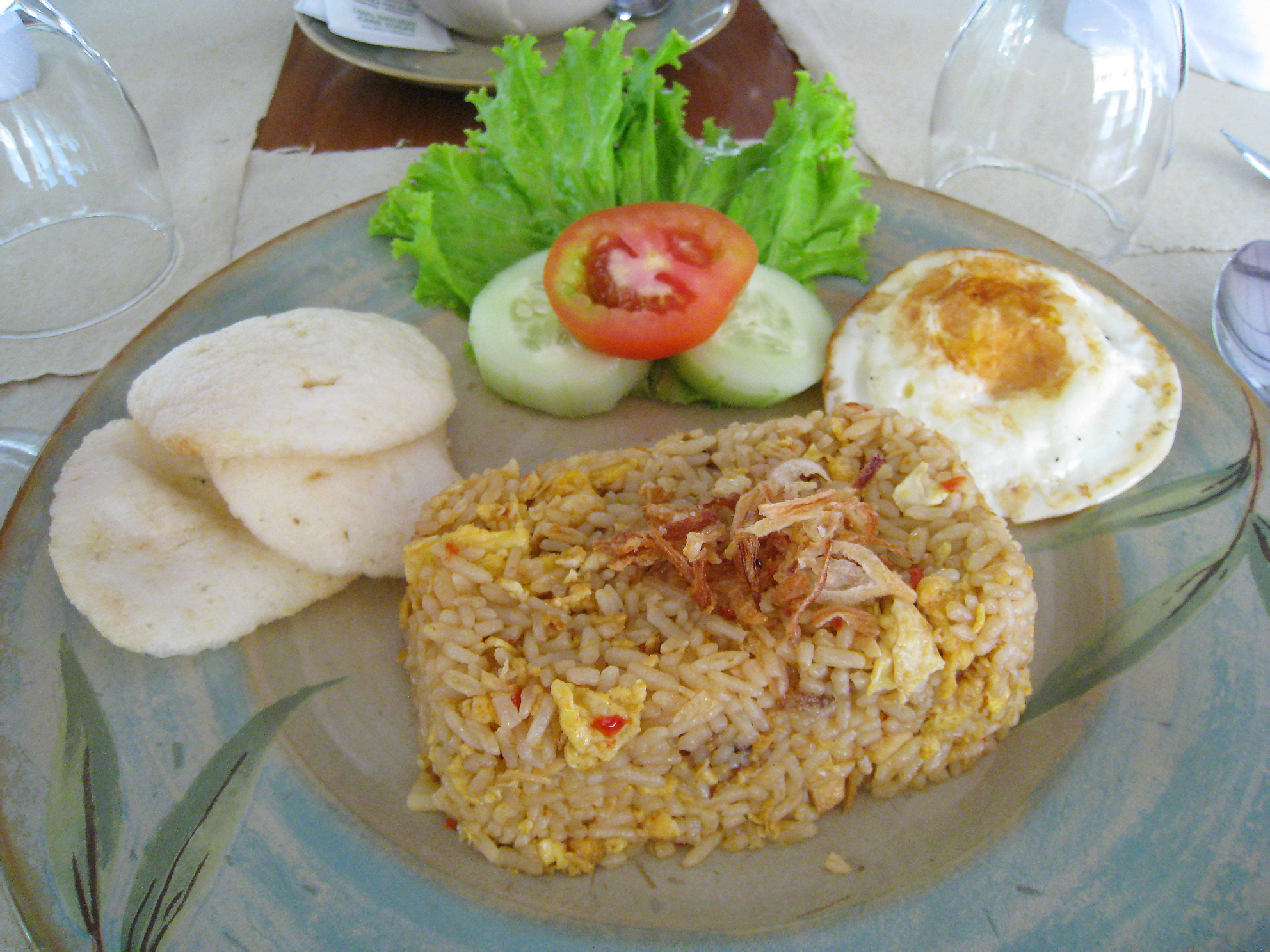
Nasi goreng
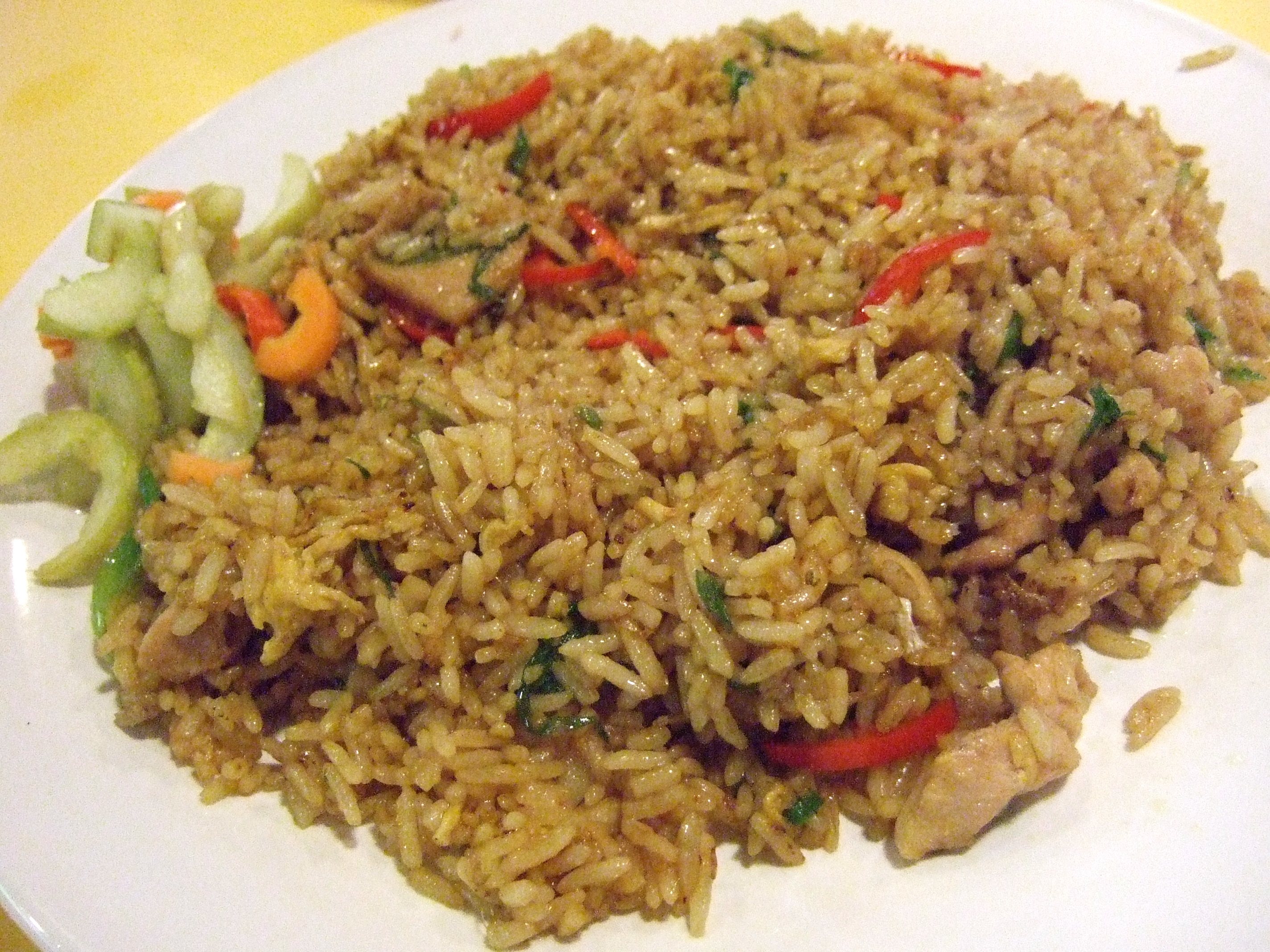
Nasi goreng ao estilo chinês